# 末盛通
末盛通（すえもりとおり）は、愛知県名古屋市千種区の地名。現行行政地名は末盛通1丁目から末盛通5丁目。住居表示未実施。

## 地理
名古屋市千種区中央部に位置する。東は東山通、西は覚王山通に接する。

## 歴史

### 町名の由来
江戸期に当地が愛知郡末森村であったことによる。「末森」の由来については、当地の土が陶土に適することから陶物（すえもの）が転じた説と、丘陵地の末端であるという説がある。
平安中期に書かれた『和名類聚抄』には尾張国山田郡に「主恵（すえ）」という郷があったことが記録されており、主恵郷は当地を含む一帯であるという説が有力視されている。

### 沿革
- 1945年（昭和20年）9月20日 - 千種区田代町の一部により、同区末盛通として成立[1]。
- 1948年（昭和23年）3月1日 - 田代町の一部を編入する[1]。

## 世帯数と人口
2020年（令和2年）10月1日現在の世帯数と人口は以下の通りである。
| 町丁   | 世帯数  | 人口    |
| ------ | ------- | ------- |
| 末盛通 | 848世帯 | 1,248人 |

### 人口の変遷
国勢調査による人口の推移
| 1950年（昭和25年） | 962人   | [ 5 ]     |  |
| 1955年（昭和30年） | 1,180人 | [ 5 ]     |  |
| 1960年（昭和35年） | 1,164人 | [ 6 ]     |  |
| 1965年（昭和40年） | 1,167人 | [ 6 ]     |  |
| 1970年（昭和45年） | 1,542人 | [ 7 ]     |  |
| 1975年（昭和50年） | 1,575人 | [ 7 ]     |  |
| 1980年（昭和55年） | 925人   | [ 8 ]     |  |
| 1985年（昭和60年） | 945人   | [ 8 ]     |  |
| 1990年（平成2年）  | 815人   | [ 9 ]     |  |
| 1995年（平成7年）  | 816人   | [ 10 ]    |  |
| 2000年（平成12年） | 704人   | [ WEB 6 ] |  |
| 2005年（平成17年） | 878人   | [ WEB 7 ] |  |
| 2010年（平成22年） | 1,009人 | [ WEB 8 ] |  |

## 学区
市立小・中学校に通う場合、学校等は以下の通りとなる。また、公立高等学校に通う場合の学区は以下の通りとなる。
| 丁目        | 小学校                                    | 中学校                                    | 高等学校 |
| ----------- | ----------------------------------------- | ----------------------------------------- | -------- |
| 末盛通1丁目 | 名古屋市立田代小学校                      | 名古屋市立城山中学校                      | 尾張学区 |
| 末盛通2丁目 | 名古屋市立田代小学校                      | 名古屋市立城山中学校                      | 尾張学区 |
| 末盛通3丁目 | 名古屋市立田代小学校                      | 名古屋市立城山中学校                      | 尾張学区 |
| 末盛通4丁目 | 名古屋市立見付小学校                      | 名古屋市立城山中学校                      | 尾張学区 |
| 末盛通5丁目 | 名古屋市立見付小学校 名古屋市立東山小学校 | 名古屋市立城山中学校 名古屋市立東星中学校 | 尾張学区 |

## 交通
- 愛知県道60号名古屋長久手線（広小路通）[2]
- 名古屋市営地下鉄東山線
  - 覚王山駅[2]
  - 本山駅[2]

- 覚王山駅
- 本山駅

## 施設
- はちや整形外科病院[2]（2丁目）
- 加藤病院[2]（2丁目）
- 愛知学院大学歯学部附属病院[2]（2丁目）
- 城山公園[2]（3丁目）
- JAなごや千種支店（4丁目）
- 大垣共立銀行本山支店[2]（5丁目）
- 三井住友銀行本山支店[2]（5丁目）

- 愛知学院大学歯学部附属病院
- JAなごや千種支店
- 大垣共立銀行本山支店
- 三井住友銀行本山支店

## 通信

### 日本郵便
- 郵便番号 : 464-0821[WEB 3]（集配局：千種郵便局[WEB 11]）。

### WEB
1. 1 2  “愛知県名古屋市千種区の町丁・字一覧”.   人口統計ラボ. 2016年1月29日閲覧。
2. 1 2  名古屋市総務局企画部統計課 (2022年8月22日). “令和2年国勢調査 名古屋の町(大字)別・丁目別人口” (XLSX). 統計なごやweb版.   名古屋市. 2023年1月19日閲覧。
3. 1 2  “郵便番号”.  日本郵便. 2019年1月6日閲覧。
4. ↑  “市外局番の一覧”.   総務省. 2019年1月6日閲覧。
5. ↑  名古屋市役所市民経済局地域振興部住民課町名表示係 (2015年10月21日). “千種区の町名一覧”.   名古屋市. 2016年1月29日閲覧。
6. ↑  名古屋市役所総務局企画部統計課統計係 (2005年7月1日). “（刊行物）名古屋の町(大字)・丁目別人口 (平成12年国勢調査) (8)千種区(第1表から第3表)” (xls). 2015年10月15日閲覧。
7. ↑  名古屋市役所総務局企画部統計課統計係 (2007年6月27日). “（刊行物）名古屋の町(大字)・丁目別人口 (平成17年国勢調査) (8)千種区(第1表から第3表）” (xls). 2015年10月15日閲覧。
8. ↑  名古屋市役所総務局企画部統計課統計係 (2012年4月22日). “（刊行物）名古屋の町(大字)・丁目別人口 (平成22年国勢調査) (8)千種区(第1表から第3表）” (xls). 2015年10月15日閲覧。
9. ↑  “市立小・中学校の通学区域一覧”.   名古屋市 (2018年11月10日). 2019年1月14日閲覧。
10. ↑  “平成29年度以降の愛知県公立高等学校（全日制課程）入学者選抜における通学区域並びに群及びグループ分け案について”.   愛知県教育委員会 (2015年2月16日). 2019年1月14日閲覧。
11. ↑  郵便番号簿 平成29年度版 - 日本郵便. 2019年01月06日閲覧 (PDF)

### 書籍
1. 1 2 3  角川書店 1992, p. 733.
2. 1 2 3 4 5 6 7 8 9 10 11  「角川日本地名大辞典」編纂委員会 1989, p. 1467.

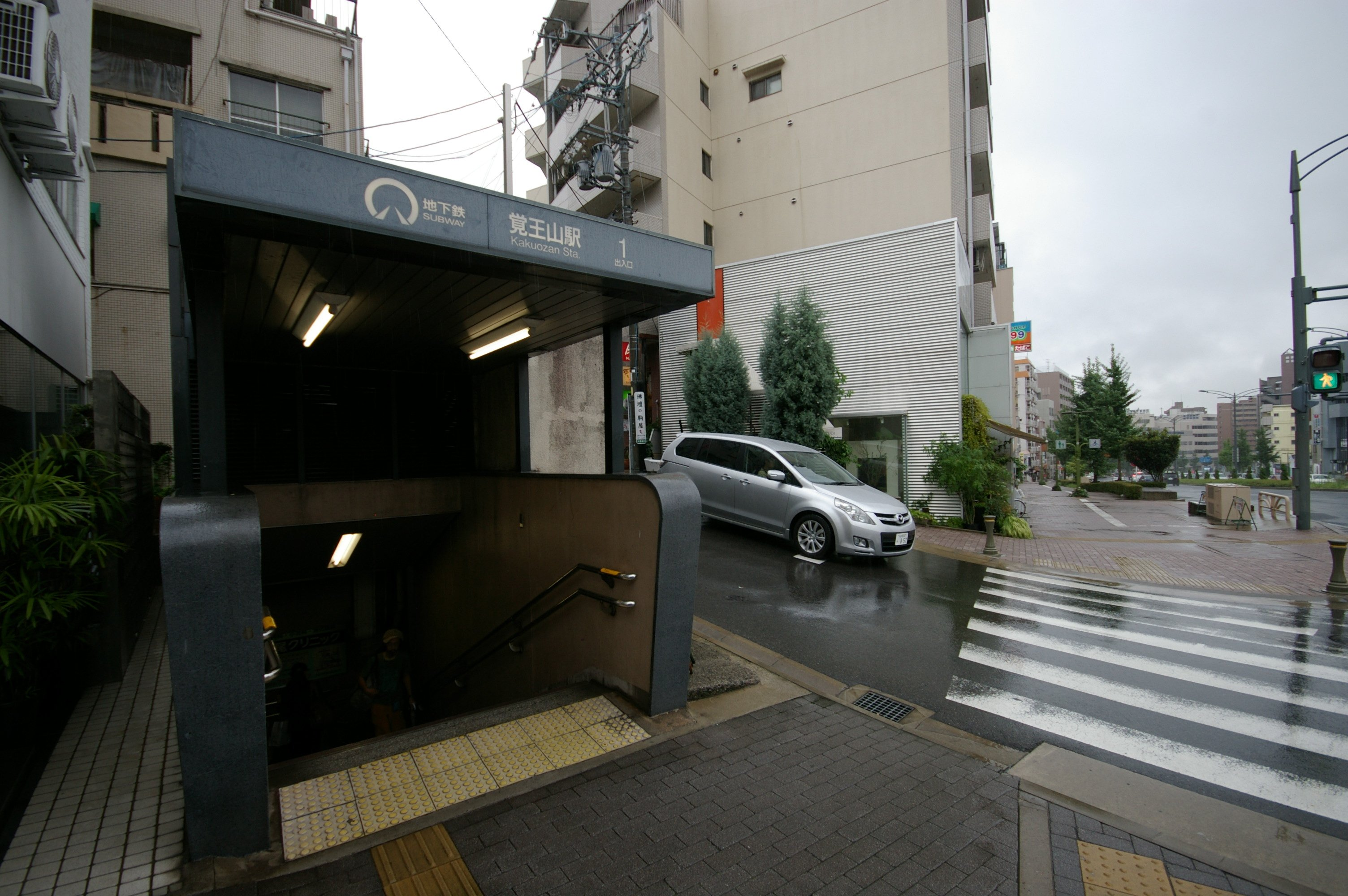
覚王山駅
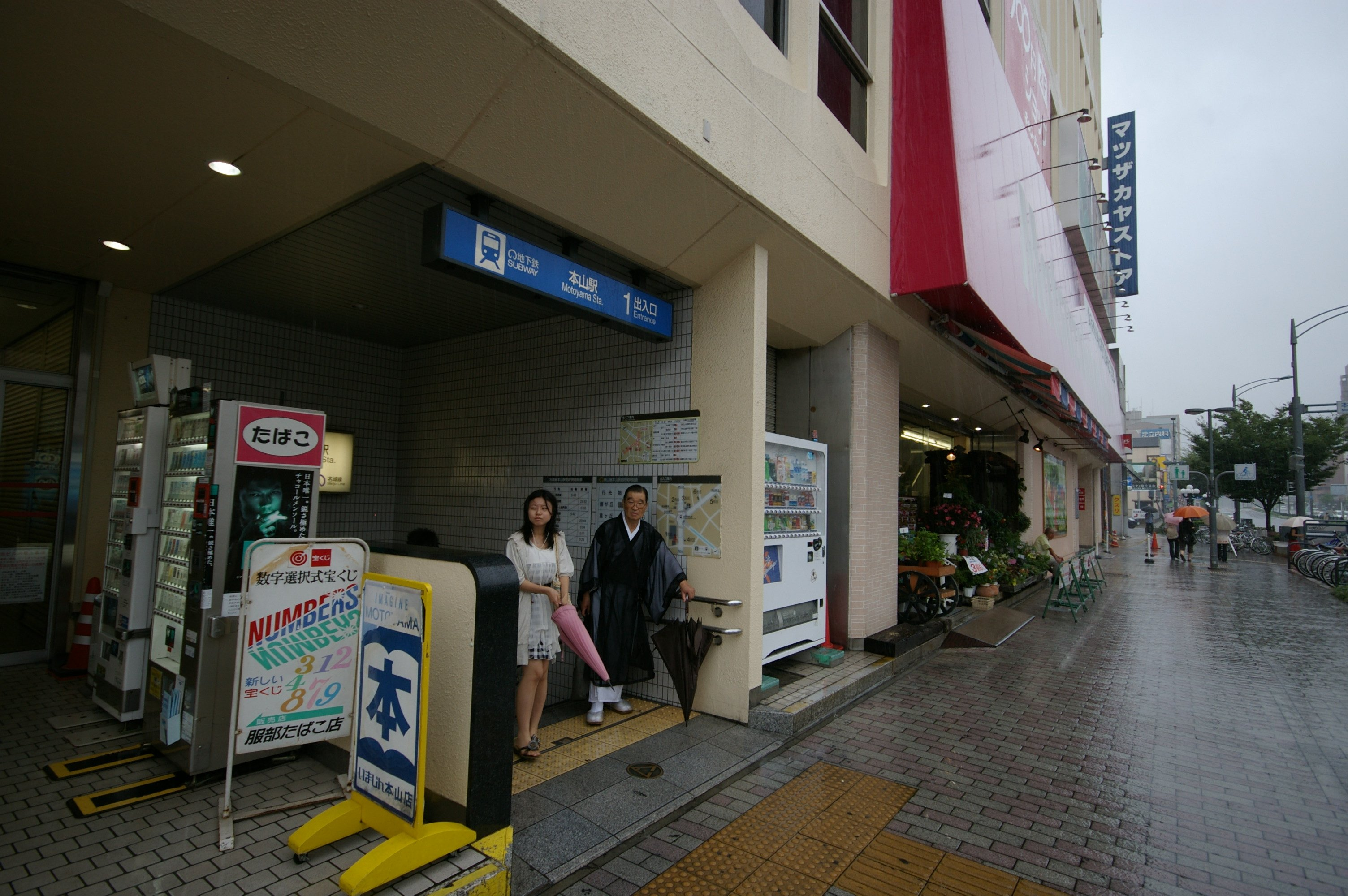
本山駅

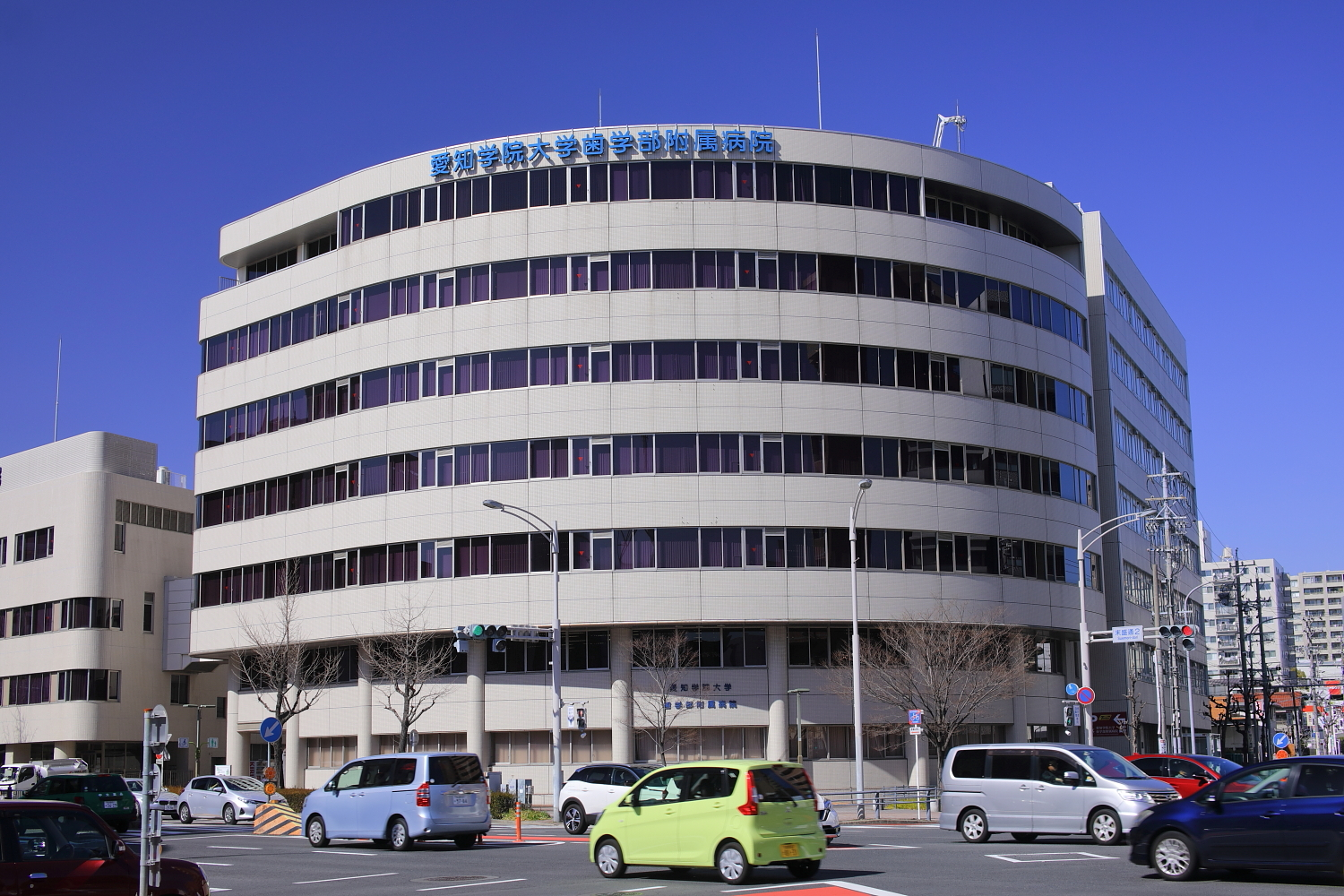
愛知学院大学歯学部附属病院
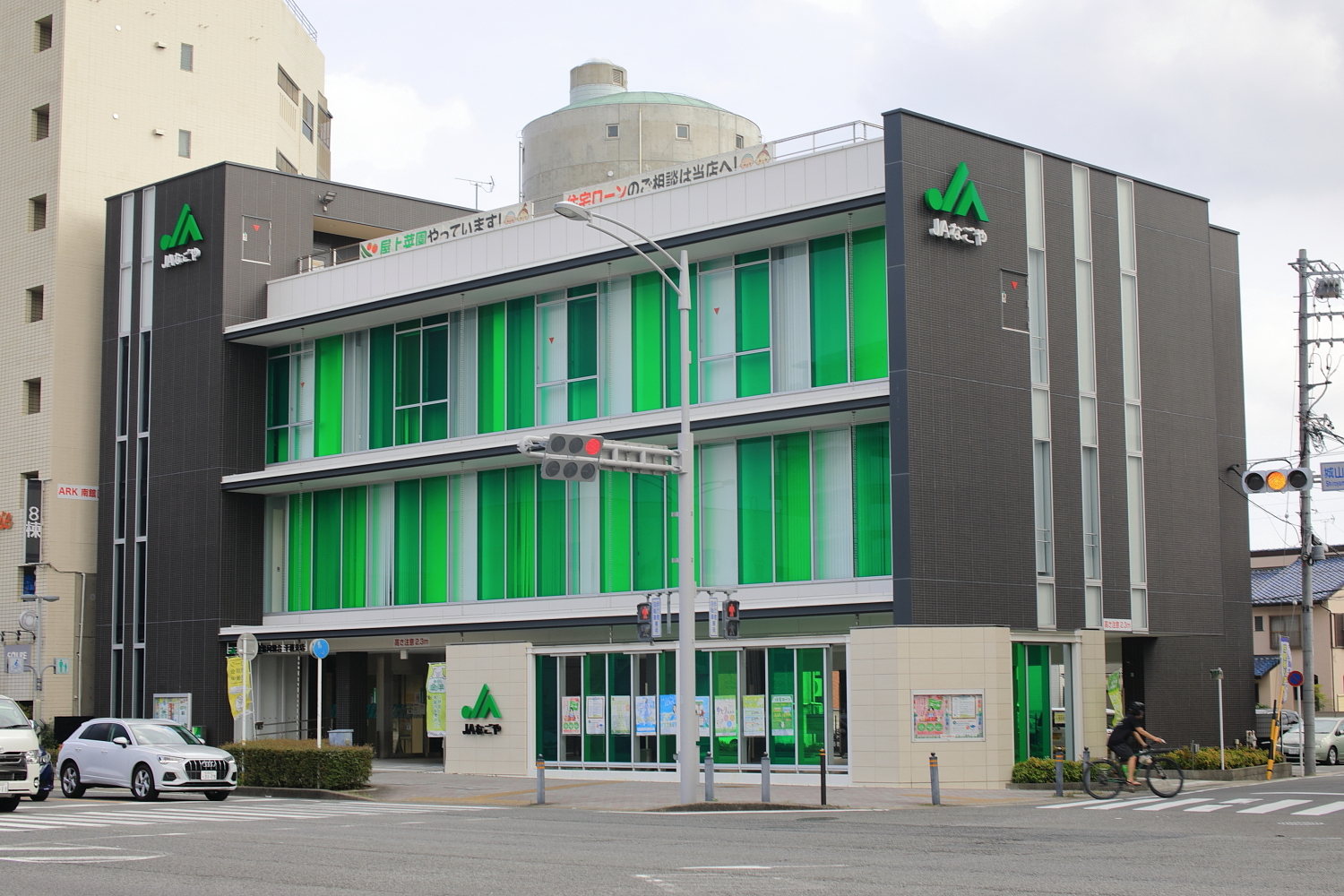
JAなごや千種支店
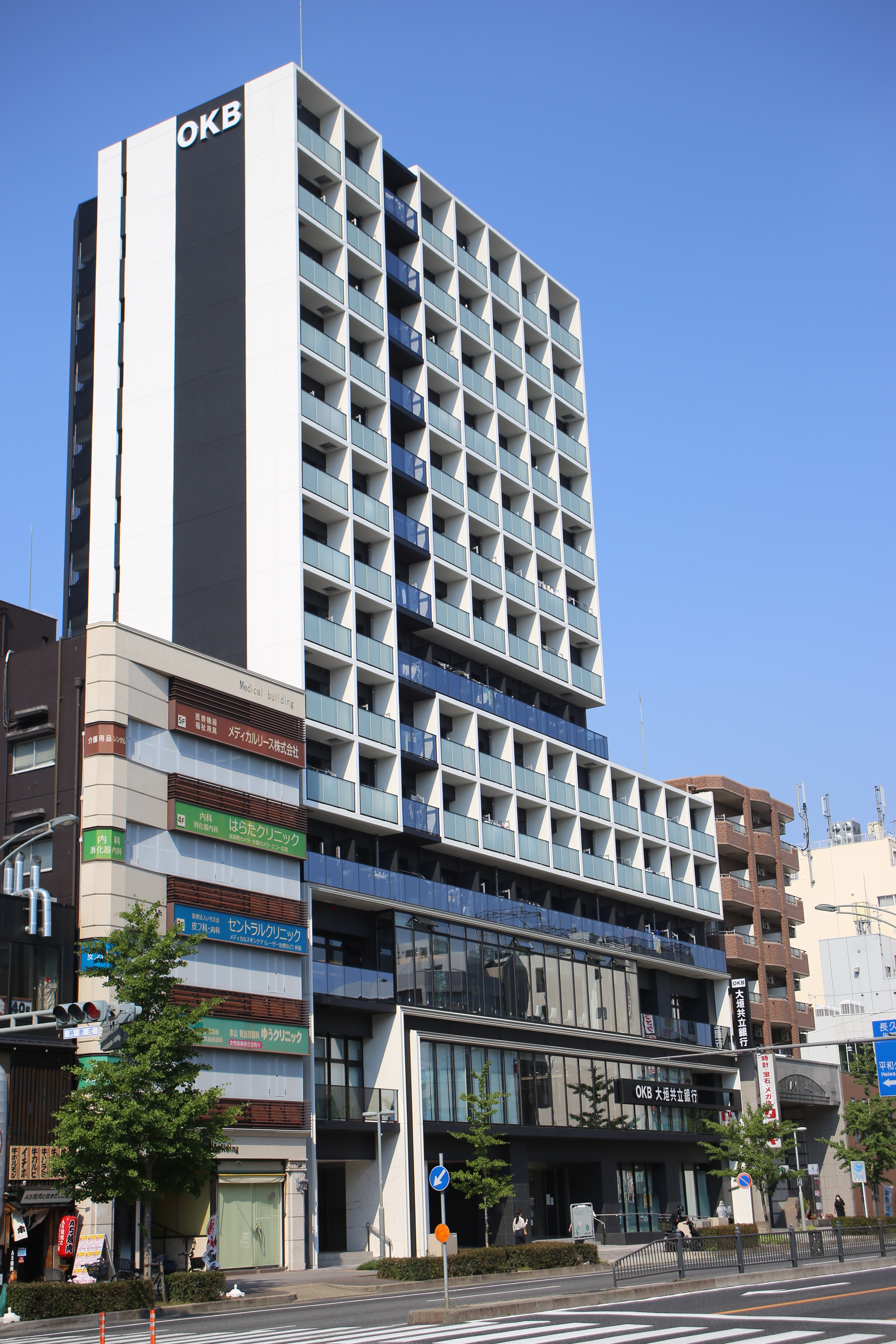
大垣共立銀行本山支店
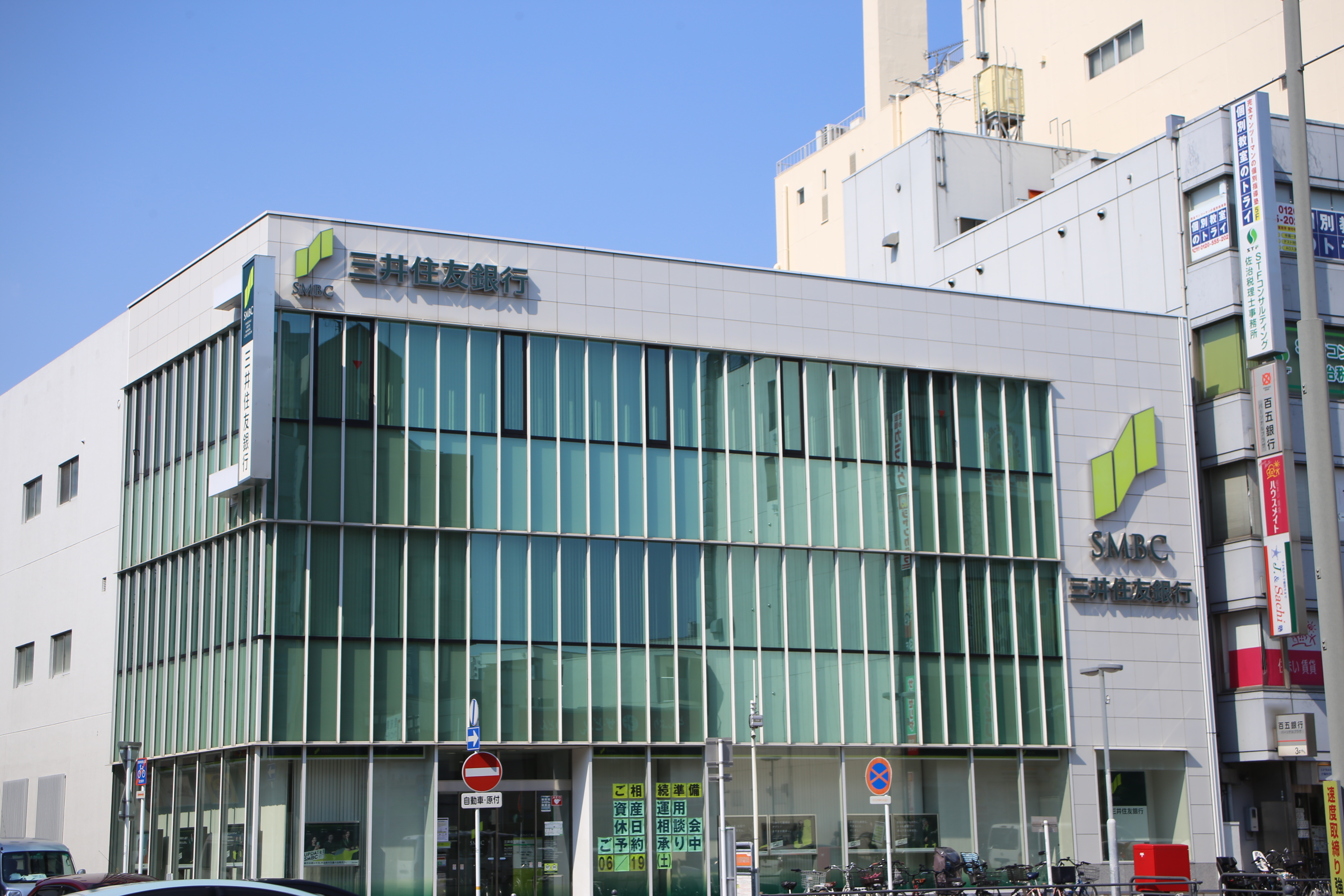
三井住友銀行本山支店

3. ↑  角川書店 1992, p. 108.
4. 1 2  名古屋郷土文化会 1983, pp. 1–7.
5. 1 2  名古屋市総務局企画室統計課 1957, p. 72.
6. 1 2  名古屋市総務局企画部統計課 1967, p. 67.
7. 1 2  名古屋市総務局統計課 1977, p. 40・41.
8. 1 2  名古屋市総務局統計課 1986, p. 7・16・17.
9. ↑  名古屋市総務局企画部統計課 1991, p. 6.
10. ↑  名古屋市総務局企画部統計課 1996, p. 7.

### 統計資料
- 名古屋市総務局企画室統計課 編『昭和31年版 名古屋市統計年鑑』名古屋市、1957年。
- 名古屋市総務局企画部統計課 編『昭和41年版 名古屋市統計年鑑』名古屋市、1967年。
- 名古屋市総務局統計課 編『昭和51年版 名古屋市統計年鑑』名古屋市、1977年。
- 名古屋市総務局統計課 編『昭和60年国勢調査 名古屋の町・丁目別人口（昭和60年10月1日現在）』名古屋市役所、1986年。
- 名古屋市総務局企画部統計課 編『平成2年国勢調査 名古屋の町（大字）別・年齢別人口（平成2年10月1日現在）』名古屋市役所、1994年。
- 名古屋市総務局企画部統計課 編『平成7年国勢調査 名古屋の町（大字）・丁目別人口（平成7年10月1日現在）』名古屋市役所、1996年。